# Adama Sarr
Adama Sarr (Dakar, 15 marzo 1991) è un calciatore senegalese con cittadinanza francese, attaccante del Jeanne d'Arc.

## Carriera
Cresciuto nel settore giovanile del Lorient, non ha mai esordito in prima squadra, dal 2010 al 2012 ha giocato con la seconda squadra nel CFA. Dal 2012 al 2017 ha giocato in varie squadre del CFA e del Championnat National come Red Star, Ivry, Quevilly-Rouen e Les Herbiers. Nell'estate del 2017 viene acquistato dal Bourg-en-Bresse, formazione della seconda divisione francese. L'anno successivo si trasferisce al Paris FC, altro club della seconda divisione francese, dove giocherà per due stagioni di seguito. Il 2 settembre 2020 viene acquistato dal Tuzlaspor, squadra della seconda divisione turca, dove però trova poco spazio, giocando solo una partita in campionato e tre in coppa (realizzandovi anche due reti). Il 5 febbraio 2021 viene ceduto al Gaz Metan Mediaș, società militante nella massima serie rumena.

## Statistiche

### Presenze e reti nei club
Statistiche aggiornate all'11 gennaio 2022.
| Stagione                | Squadra                 | Campionato              | Campionato | Campionato | Coppe nazionali | Coppe nazionali | Coppe nazionali | Coppe continentali | Coppe continentali | Coppe continentali | Altre coppe | Altre coppe | Altre coppe | Totale | Totale |
| Stagione                | Squadra                 | Comp                    | Pres       | Reti       | Comp            | Pres            | Reti            | Comp               | Pres               | Reti               | Comp        | Pres        | Reti        | Pres   | Reti   |
| ----------------------- | ----------------------- | ----------------------- | ---------- | ---------- | --------------- | --------------- | --------------- | ------------------ | ------------------ | ------------------ | ----------- | ----------- | ----------- | ------ | ------ |
| 2010-2011               | Lorient 2               | CFA                     | 25         | 4          |                 | -               | -               |                    | -                  | -                  |             | -           | -           | 25     | 4      |
| 2011-2012               | Lorient 2               | CFA                     | 26         | 9          |                 | -               | -               |                    | -                  | -                  |             | -           | -           | 26     | 9      |
| Totale Lorient 2        | Totale Lorient 2        | Totale Lorient 2        | 51         | 13         |                 | -               | -               |                    | -                  | -                  |             | -           | -           | 51     | 13     |
| 2012-2013               | Red Star                | N                       | 36         | 3          |                 | -               | -               |                    | -                  | -                  |             | -           | -           | 36     | 3      |
| 2013-gen. 2014          | Red Star                | N                       | 3          | 0          |                 | -               | -               |                    | -                  | -                  |             | -           | -           | 3      | 0      |
| Totale Red Star         | Totale Red Star         | Totale Red Star         | 39         | 3          |                 | -               | -               |                    | -                  | -                  |             | -           | -           | 39     | 3      |
| gen.-giu. 2014          | Ivry                    | CFA                     | 12         | 4          |                 | -               | -               |                    | -                  | -                  |             | -           | -           | 12     | 4      |
| 2014-2015               | Quevilly-Rouen          | CFA                     | 27         | 10         | CF              | 4               | 3               |                    | -                  | -                  |             | -           | -           | 31     | 14     |
| 2015-2016               | Les Herbiers            | N                       | 30         | 11         |                 | -               | -               |                    | -                  | -                  |             | -           | -           | 30     | 11     |
| 2016-2017               | Les Herbiers            | N                       | 28         | 12         | CF              | 2               | 0               |                    | -                  | -                  |             | -           | -           | 30     | 12     |
| Totale Les Herbiers     | Totale Les Herbiers     | Totale Les Herbiers     | 58         | 23         |                 | 2               | 0               |                    | -                  | -                  |             | -           | -           | 60     | 23     |
| 2017-2018               | Bourg-en-Bresse         | L2                      | 33         | 10         | CF+CdL          | 5+1             | 0               |                    | -                  | -                  |             | -           | -           | 39     | 10     |
| ott. 2017               | Bourg-en-Bresse 2       | N3                      | 1          | 0          |                 | -               | -               |                    | -                  | -                  |             | -           | -           | 1      | 0      |
| 2018-2019               | Paris FC                | L2                      | 24         | 1          | CF+CdL          | 1+1             | 0               |                    | -                  | -                  |             | -           | -           | 26     | 1      |
| 2019-2020               | Paris FC                | L2                      | 9          | 0          | CF+CdL          | 4+3             | 0+1             |                    | -                  | -                  |             | -           | -           | 16     | 1      |
| Totale Paris FC         | Totale Paris FC         | Totale Paris FC         | 33         | 1          |                 | 9               | 1               |                    | -                  | -                  |             | -           | -           | 42     | 1      |
| feb. 2019               | Paris FC 2              | N3                      | 1          | 1          |                 | -               | -               |                    | -                  | -                  |             | -           | -           | 1      | 1      |
| nov. 2019               | Paris FC 2              | N3                      | 1          | 1          |                 | -               | -               |                    | -                  | -                  |             | -           | -           | 1      | 1      |
| Totale Paris FC 2       | Totale Paris FC 2       | Totale Paris FC 2       | 2          | 2          |                 | -               | -               |                    | -                  | -                  |             | -           | -           | 2      | 2      |
| 2020-feb. 2021          | Tuzlaspor               | 1L                      | 1          | 0          | CT              | 3               | 2               |                    | -                  | -                  |             | -           | -           | 4      | 2      |
| feb.-giu. 2021          | Gaz Metan Mediaș        | L1                      | 9          | 0          | CR              | 1               | 0               |                    | -                  | -                  |             | -           | -           | 10     | 0      |
| 2021-2022               | Gaz Metan Mediaș        | L1                      | 14         | 0          | CR              | 2               | 0               |                    | -                  | -                  |             | -           | -           | 16     | 0      |
| Totale Gaz Metan Mediaș | Totale Gaz Metan Mediaș | Totale Gaz Metan Mediaș | 23         | 0          |                 | 3               | 0               |                    | -                  | -                  |             | -           | -           | 26     | 0      |
| Totale carriera         | Totale carriera         | Totale carriera         | 280        | 67         |                 | 27              | 6               |                    | -                  | -                  |             | -           | -           | 307    | 73     |